# 阿尔让河畔罗克布吕讷
阿爾讓河畔罗克布吕讷（法語：Roquebrune-sur-Argens，法語發音：[ʁɔkbʁyn syʁ aʁʒɑ̃(s)]）是法国普罗旺斯-阿尔卑斯-蓝色海岸大区瓦尔省的一个市镇，属于德拉吉尼昂区。

## 地理
阿尔让河畔罗克布吕讷（43°26'36"N, 6°38'16"E）面积106.1 平方千米，位于法国普罗旺斯-阿尔卑斯-蓝色海岸大区瓦尔省，该省份为法国东南部沿海省份，北起上普罗旺斯阿尔卑斯省，西北角与沃克吕兹省接壤，西接罗讷河口省，南濒地中海，东临滨海阿尔卑斯省。
与阿尔让河畔罗克布吕讷接壤的市镇（或旧市镇、城区）包括：拉莫特、巴尼奥勒昂福雷、弗雷瑞斯、勒米、阿尔让河畔皮热、圣马克西姆。
阿尔让河畔罗克布吕讷的时区为UTC+01:00、UTC+02:00（夏令时）。

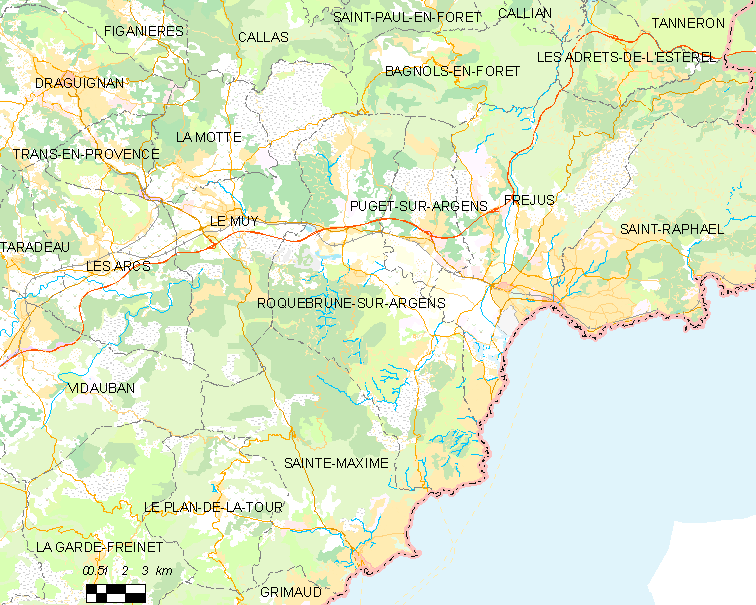
阿尔让河畔罗克布吕讷的OSM定位图

## 行政
阿尔让河畔罗克布吕讷的邮政编码为83520、83380，INSEE市镇编码为83107。

## 政治
阿尔让河畔罗克布吕讷所属的省级选区为阿尔让河畔罗克布吕讷县。

## 人口

1962-2008年间阿尔让河畔罗克布吕讷人口变化图示

阿尔让河畔罗克布吕讷于2022年1月1日时的人口数量为15006人。